# Liderazgo en Energía y Diseño Ambiental

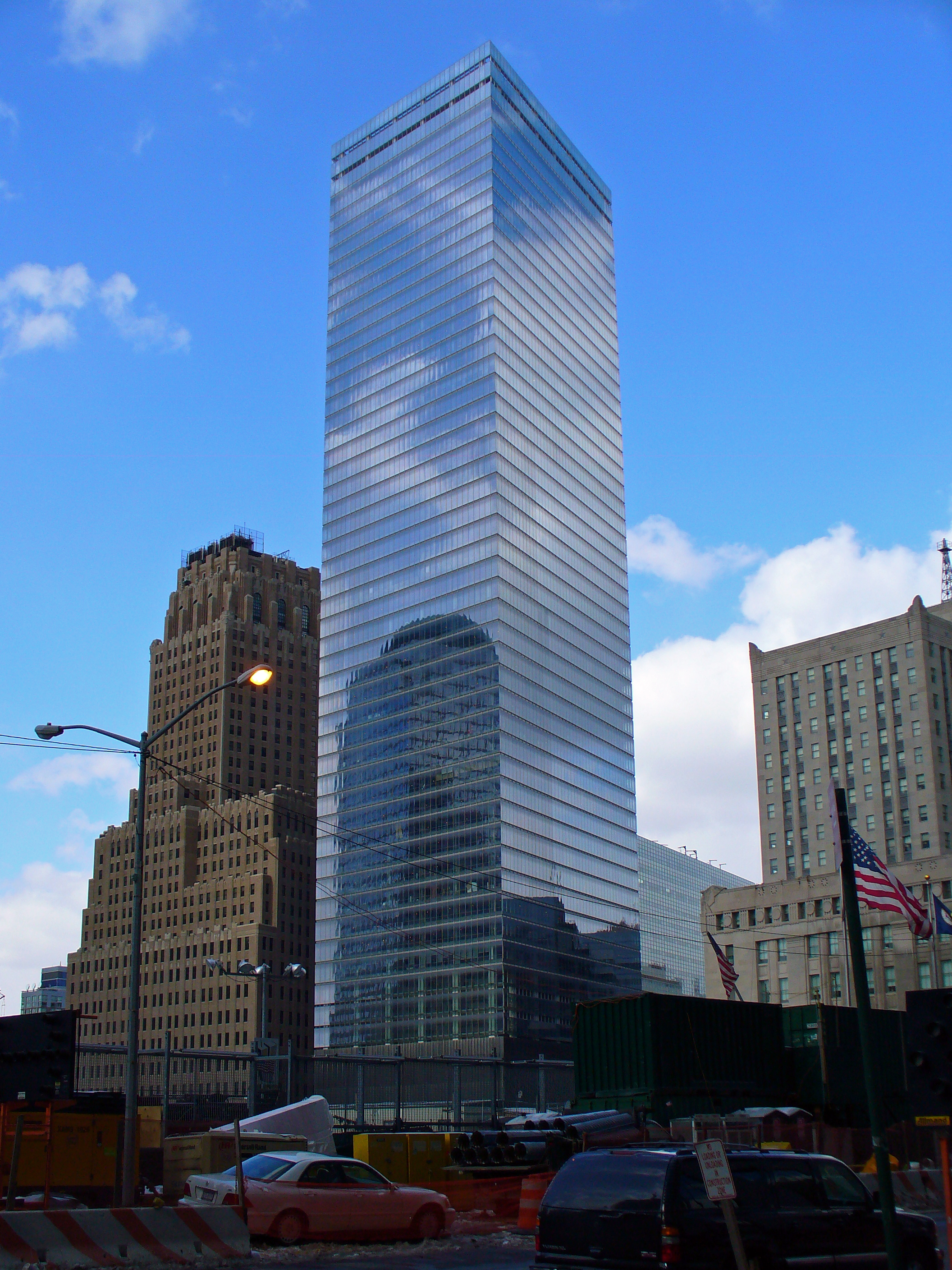
7 World Trade Center, considerada como la primera bioconstrucción de la ciudad de Nueva York al obtener el LEED de oro del US Green Building Council.

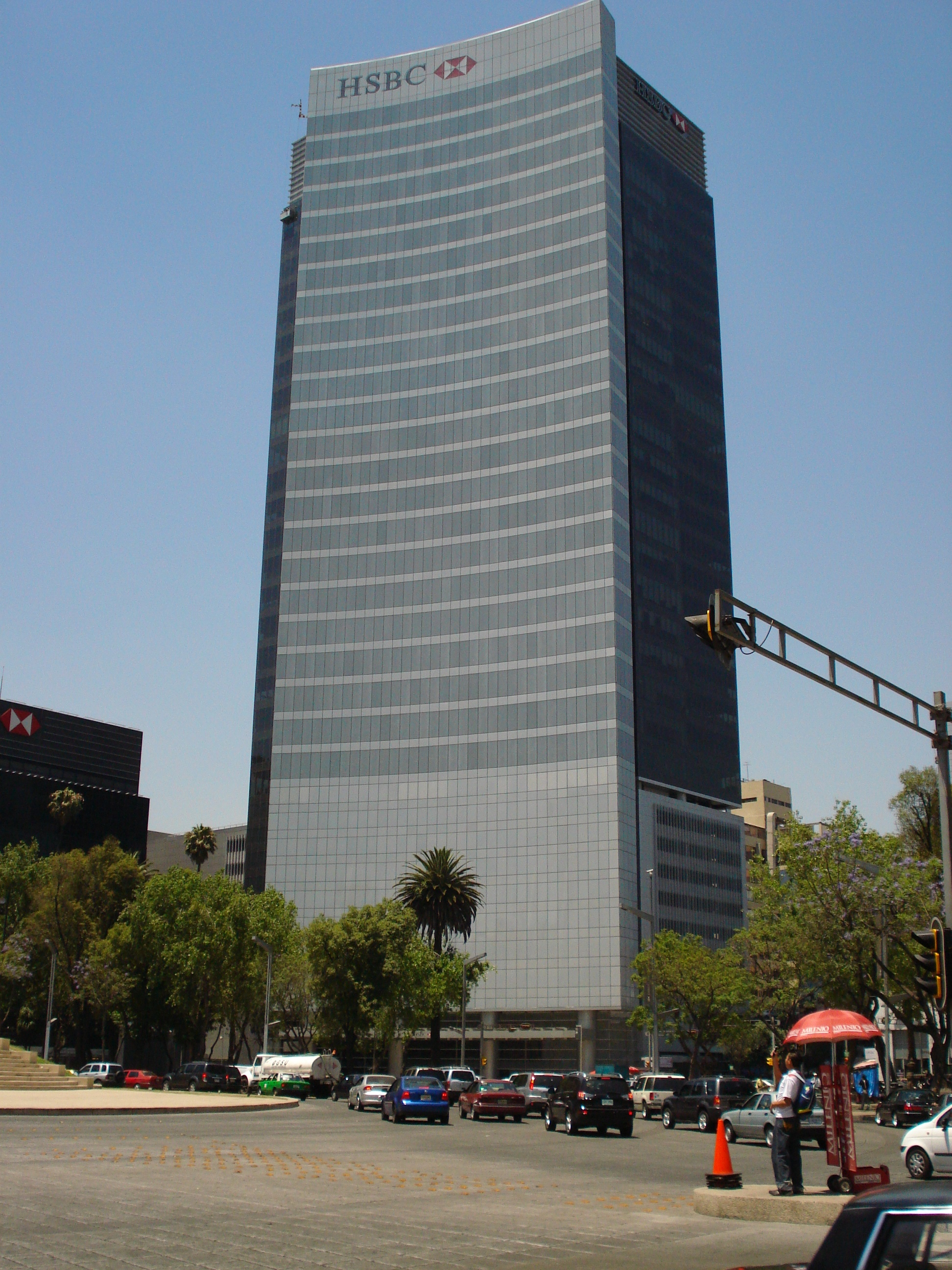
La Torre HSBC, en la Ciudad de México, es el primer rascacielos de este tipo en América Latina.

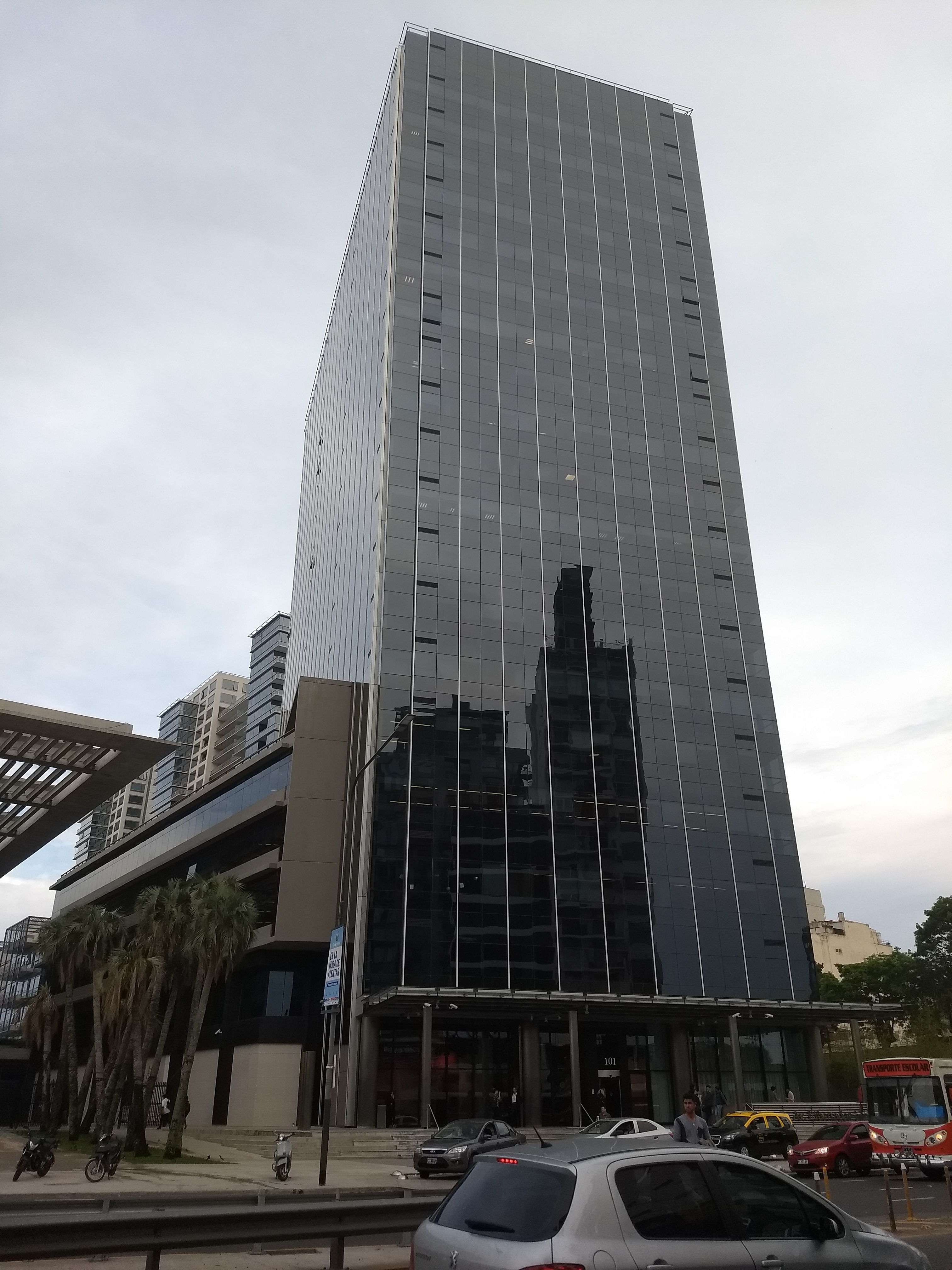
La Torre Al Río construida en 2015 en Buenos Aires, Argentina, obtuvo la certificación LEED V3-Shell & Core Versión 2009 del US Green Building Council

LEED (sigla de Leadership in Energy & Environmental Design) es un sistema de certificación de edificios sostenibles, desarrollado por el Consejo de la Construcción Verde de Estados Unidos (US Green Building Council). Fue inicialmente implantado en el año 1993, utilizándose en varios países desde entonces.
Se compone de un conjunto de normas sobre la utilización de estrategias encaminadas a la sostenibilidad en edificios de todo tipo. Se basa en la incorporación en el proyecto de aspectos relacionados con la eficiencia energética, el uso de energías alternativas, la mejora de la calidad ambiental interior, la eficiencia del consumo de agua, el desarrollo sostenible de los espacios libres de la parcela y la selección de materiales.
La certificación, de uso voluntario, tiene como objetivo avanzar en la utilización de estrategias que permitan una mejora global en el impacto medioambiental de la industria de la construcción.

## Tipos de construcción con certificación LEED
La certificación LEED está disponible para todos los tipos de construcción, incluyendo las construcciones nuevas y las remodelaciones de gran magnitud, edificios existentes, los interiores comerciales, estructura y fachada, escuelas, centros de salud, establecimientos comerciales y desarrollo de vecindades. Hasta la fecha, diariamente se certifican más de 2 millones de pies cuadrados (205.000 m²) de espacio de construcción con el sistema LEED.

## Funcionamiento de LEED

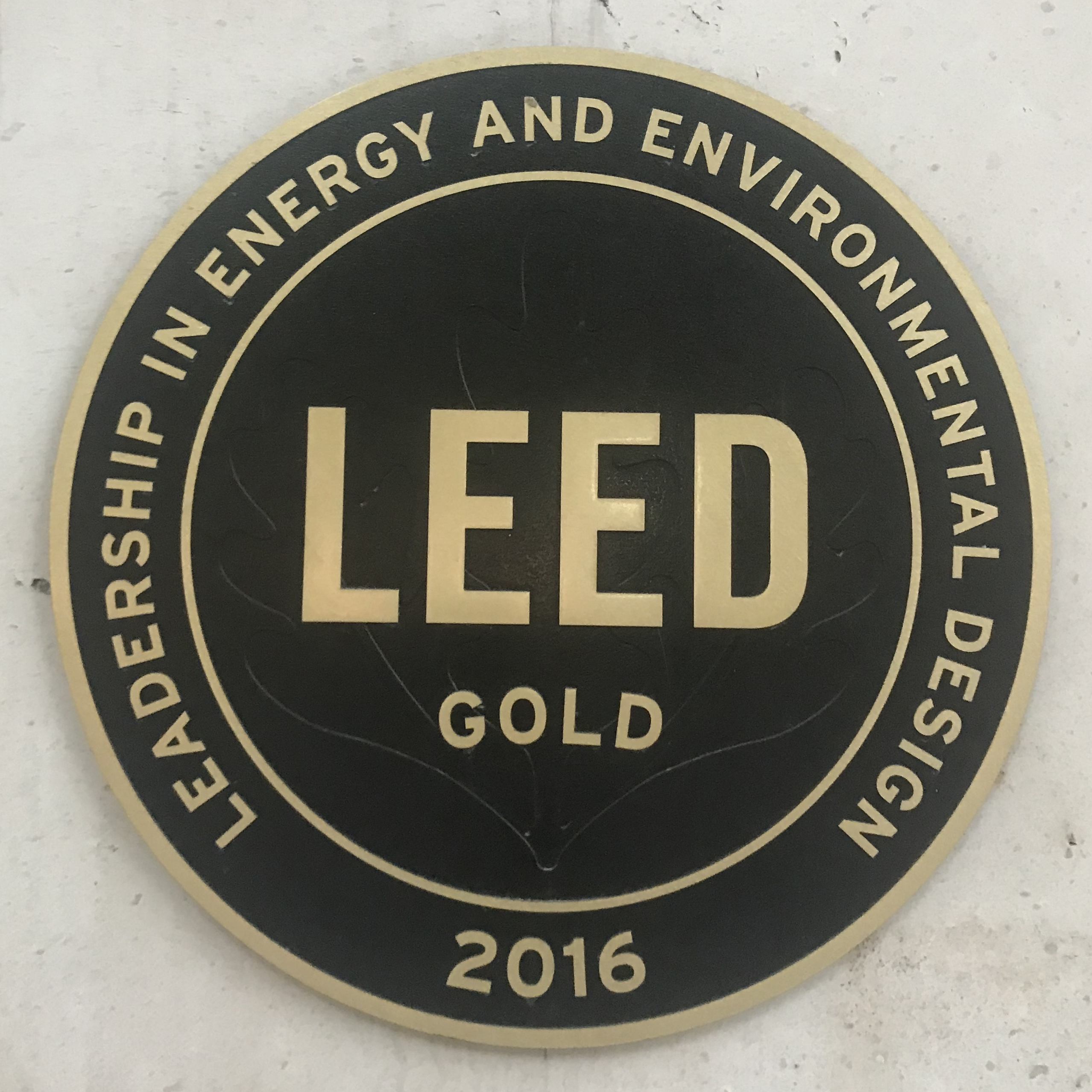
Placa con el certificado LEED de Oro.

LEED es un sistema de puntuación en el cual las edificaciones obtienen puntos LEED por satisfacer criterios específicos de construcción sostenible.
En cada una de sus categorías, los proyectos deben satisfacer determinados prerrequisitos y ganar puntos o créditos LEED.
Las cinco categorías son; Sitios sostenibles (SS), Ahorro de agua (WE), Energía y atmósfera (EA), Materiales y recursos (MR) y Calidad ambiental de los Interiores (IEQ). Una categoría adicional, Innovación en el diseño (ID), atiende la pericia de la construcción sostenible así como las medidas de diseño que no están cubiertas dentro de las cinco categorías ambientales anteriores.
El número de puntos obtenidos por el proyecto determina el nivel de certificación LEED que el proyecto recibirá. La Certificación LEED está disponible en cuatro niveles progresivos de acuerdo con la siguiente escala:
- certificado (LEED  Certificate),
- plata (LEED Silver),
- oro (LEED Gold) y
- platino (LEED Platinum).

Existe una base de 100 puntos; además de 6 posibles puntos en Innovación en el diseño y 4 puntos en Prioridad regional.

## Pasos para certificar un proyecto LEED
Para certificar un proyecto LEED, las estrategias de diseño y construcción sostenibles deben ser incorporadas desde la etapa más temprana del proyecto y debe considerar la participación conjunta de todos los actores, incluyendo el propietario, los arquitectos, ingenieros, paisajistas, constructores, etc.
La certificación LEED incentiva a las especialidades a implementar estrategias de eficiencia conjuntas. Esta integración, enfocada al diseño sostenible y desarrollo sostenible de nuestro edificio verde, nos permite articular de mejor manera las metas u objetivos planteados y lograr así un mejor nivel de certificación. El proceso de certificación se realiza a través de oficinas de consultores que actúan asesorando los proyectos, no son certificadores ni revisores, ya que el único organismo facultado para otorgar la certificación LEED es el USGBC en Estados Unidos. El servicio de certificación se realiza completamente en línea, a través de la página web del USGBC. Para esto, el organismo consultor documenta la información necesaria y la sube a la red. Esta información puede ser subida dividida en etapas (diseño y construcción), o toda la información de una vez.

## Créditos regionales
Los créditos regionales son otra de las características de LEED a través del cual se reconoce la importancia de las condiciones locales en la determinación de las mejores prácticas de construcción y diseño ambientales. Los proyectos LEED podrán obtener “puntos de bonificación” por la implementación de estrategias de construcción sostenible que aborden problemas ambientales importantes que se enfrenten a una región específica. A un proyecto se le pueden otorgar hasta cuatro puntos adicionales, cada uno de los cuales será otorgado por lograr hasta cuatro de los seis créditos de prioridad.

## Créditos de certificación LEED
1. Ubicación y Transporte (16 puntos): Evitar el desarrollo en sitios no apropiados. Reducir la distancia de desplazamiento de vehículos. Promover la habitabilidad y mejorar la salud humana mediante el fomento de la actividad física diaria.
2. Sitios sostenibles (10 puntos): Aboga principalmente por definir correctos criterios de emplazamiento de los proyectos, por la Revitalización de terrenos subutilizados o abandonados, la conectividad o cercanía al transporte público, la protección o restauración del hábitat y el adecuado manejo y control de aguas lluvias en el terreno seleccionado.
3. Uso Eficiente del Agua (10 puntos): Incentiva a utilizar el recurso agua de la manera más eficiente, a través de la disminución 0 del agua de riego, con la adecuada selección de especies y la utilización de artefactos sanitarios de bajo consumo, por ejemplo.
4. Energía y Atmósfera (35 puntos): Debe cumplir con los requerimientos mínimos del Standard ASHRAE 90.1-2007 para un uso eficiente de la energía que utilizamos en nuestros proyectos, para esto se debe demostrar un porcentaje de ahorro energético (que va desde el 12 % al 48 % o más) en comparación a un caso base que cumple con el estándar. Además se debe asegurar en esta categoría un adecuado comportamiento de los sistemas del edificio a largo plazo.
5. Materiales y Recursos (14 puntos): Describe los parámetros que un edificio sostenible debiese considerar en torno a la selección de sus materiales. Se premia en esta categoría que los materiales utilizados sean regionales, reciclados, rápidamente renovables y/o certificados con algún sello verde, como por ejemplo una Declaración ambiental de producto verificada conforme a las Normas UNE-EN ISO 14025 y UNE-EN 15804, entre otros requisitos.
6. Calidad del Ambiente Interior (15 puntos): Describe los parámetros necesarios para proporcionar un adecuado ambiente interior en los edificios, una adecuada ventilación, confort térmico y acústico, el control de contaminantes al ambiente y correctos niveles de iluminación para los usuarios.
7. Innovación en el Diseño (6 puntos): Los créditos frente a la experiencia de construcción sostenible, así como medidas de diseño que no están cubiertos bajo las cinco categorías de crédito LEED.
8. Prioridad Regional (4 puntos).

Total: 100 puntos básicos; 6 posibles en Innovación en el Diseño y 4 puntos en Prioridad Regional.
Resultado:
- 40 a 49 puntos: LEED Certified (Certificado)
- 50 a 59 puntos: LEED Silver (Plata)
- 60 a 79 puntos: LEED Gold (Oro)
- 80 o más puntos: LEED Platinum (Platino) de los seis créditos de prioridad.

## Tipos de certificación LEED
Existen diversos tipos de certificación LEED dirigidos hacia el uso que puede tener un edificio verde. Dentro de la evaluación del proyecto, se define en primera instancia qué sistema de certificación se adecúa a ese proyecto específico. Dentro de los sistemas más importantes encontramos:
1. LEED NC; LEED para Nuevas Construcciones: Está diseñado principalmente para nuevas construcciones de oficinas comerciales, pero ha sido aplicado por los profesionales a otros tipos de edificios. Todos los edificios comerciales según la definición de estándar de construcción pueden optar a esta certificación. Encontramos; edificios de oficinas, rascacielos de edificios residenciales, edificios gubernamentales, edificios institucionales (museos, iglesias), instalaciones de esparcimiento, plantas de fabricación y laboratorios, entre otros.
2. LEED EB; LEED para Edificios Existentes: Este sistema tiene por objetivo maximizar la eficiencia operativa y reducir al mínimo los impactos ambientales de un edificio. LEED para edificios existentes se ocupa de todo el edificio en términos de limpieza y mantenimiento, los programas de reciclaje, programas de mantenimiento exterior, sistemas y actualizaciones. Se puede aplicar tanto a los edificios existentes que buscan la certificación LEED por primera vez y a proyectos previamente certificados bajo LEED para nueva construcción.
3. LEED for Homes; LEED para Viviendas: Este sistema promueve el diseño y construcción de alto rendimiento verde para viviendas. Una casa verde usa menos energía, agua y recursos naturales, genera menos residuos, y es más saludable y confortable para los ocupantes. Los beneficios de una casa certificada LEED incluyen una reducción de las emisiones de gases de invernadero y una menor exposición a los hongos, moho y otras toxinas en el interior.
4. LEED ND; LEED para Desarrollo de Barrios: Integra los principios de crecimiento inteligente, el urbanismo y el edificio verde en el primer sistema nacional de diseño del vecindario, que debe cumplir con los más altos estándares de respeto por el medio ambiente.
5. LEED SC; LEED para Colegios: Integra los principios de diseño inteligente que debiera tener una institución educacional.

## Sistema de certificación
El sistema de certificación LEED se basa en el análisis y validación por parte de un agente independiente, el US Green Building Council (USGBC), de una serie de aspectos de cada proyecto relacionados con la sostenibilidad.
Existen varios sistemas de evaluación dependiendo de el uso y complejidad de los edificios. Si bien inicialmente enfocada a edificios de nueva planta, con posterioridad se han desarrollados otros sistemas de evaluación para obras de acondicionamiento interior (LEED for Commercial Interiors) o para edificios en funcionamiento (LEED Operations and Maintenance). Estos estándares van evolucionando a lo largo del tiempo, con un criterio de mejora continua enfocado a ir aumentando progresivamente el grado de exigencia, en paralelo a la mejora de los aspectos relacionados con la sostenibilidad en la industria de la edificación. En el año 2009 se fijaron los siguientes estándares:
Green Building Design & Construction
- LEED for New Construction and Major Renovations
- LEED for Core & Shell Development
- LEED for Schools
- LEED for Retail New Construction (previsto para 2010)

Green Interior Design & Construction
- LEED for Commercial Interiors
- LEED for Retail Interiors (previsto para 2010)

Green Building Operations & Maintenance
- LEED for Existing Buildings: Operations & Maintenance

Green Neighborhood Development
- LEED for Neighborhood Development

Green Home Design and Construction
- LEED for Homes

En general, la metodología de todos los sistemas de evaluación LEED es la misma. Se establecen varias categorías, típicamente siete: Sustainable Sites (parcelas sostenibles), Water Efficiency (ahorro de agua), Energy and Atmosphere (eficiencia energética), Materials and Resources (materiales), Indoor Environmental Quality (calidad de aire interior), Innovation in Design (Innovación en el proceso de diseño) y Regional Priorities (prioridades regionales). Dentro de estos capítulos se incluye una serie de requisitos de cumplimiento obligatorio (Prerequisites) y créditos de cumplimiento voluntario (credits). La justificación del cumplimiento de dichos parámetros otorga una serie de puntos, en función de los cuales se otorga el grado de la certificación (LEED Certificate, Silver, Gold o Platinum).
El proceso de certificación en las modalidades más habitules (edificios de nueva planta) tiene lugar durante las fases de proyecto y obra del edificio, obteniéndose la certificación al final de la fase de obra. Si bien no existe ningún requisito para abordar la certificación, es habitual que a los agentes del proyecto se incorpore un asesor especializado.
Además de la certificación de edificios, el USGBC dispone de programas de formación y titulación de profesionales, mediante las titulaciones LEED Accredited Professional (LEED AP), y LEED Green Associate (LEED GA).
La certificación es la constancia que avala los conocimientos, habilidades y destrezas requeridos para el ejercicio de la profesión. Su revalidación debe ser periódica para garantizar la actualización del profesional y ofrecer servicios de alta calidad a clientes y usuarios.

## Aplicabilidad a otros contextos
Si bien LEED fue inicialmente concebido en Estados Unidos, se ha venido utilizando en otras partes del mundo, existiendo en la actualidad edificios certificados en más de 30 países. En ese sentido, se ha discutido la pertinencia del uso de los criterios LEED en contextos diversos, dado que la certificación se refiere a normativa americana (como los estándares ASHRAE/IESNA, ANSI o ASTM) de aplicabilidad compleja o inviable en otros países.
También se ha criticado el peso de los aspectos relativos a la eficiencia energética de los edificios en la certificación LEED. En ese sentido, las diferentes versiones han ido aumentando progresivamente el peso de estos aspectos en la certificación.

## LEED en América Latina
Actualmente los edificios consumen el 17 % del agua potable y el 40 % del consumo energético en el mundo. Los edificios sostenibles son consecuencia del cambio climático, hace catorce años que se viene desarrollando el proyecto de edificios verdes o green buildings. Hacia 2010 Estados Unidos contaba con la mayor cantidad de edificios LEED en el mundo, con un total de 5707 edificios certificados de 27 851 edificios registrados. Claramente Estados Unidos lleva la delantera en la construcción de edificios verdes pero por efectos de la crisis inmobiliaria que sufre Estados Unidos desde el 2008, la tendencia ha ido disminuyendo. En América Latina pasa lo contrario, estos últimos años la región ha ido experimentando un crecimiento importante en sus economías. El desarrollo de edificios verdes en la región se dio gracias a que crecieron las exportaciones de varios países como Brasil, México, Uruguay, Chile, Argentina, Colombia y Perú; estas exportaciones crecieron a niveles históricos y además gracias a que la construcción no penetró tanto al PBI de los países mencionados. 
El top ten de países que en 2010 estaban en proceso de obtener la certificación LEED o proyectos certificados : 
1. Argentina: 48 edificios con certificación LEED y 158 en proceso de certificación (2017).[8]
2. Brasil: 43 edificios con certificación LEED y 158 en proceso de certificación.
3. Colombia: Al 6 de marzo de 2018 hay 122 proyectos certificados y 229 en proceso.
4. El Salvador: Primeros Edificios con Certificación LEED Gold, un Edificio con Certicación LEED Platinum, con el más alto puntaje en América Central y 25 más en confirmar.[9]
5. Costa Rica:  21 en proceso de certificación.
6. Perú: 16 edificio con certificación LEED y 110 en proceso de certificación.
7. México: 329 edificios con certificación LEED y 678 en proceso de certificación.[10]
8. Chile: 6 edificios con certificación LEED y 47 en proceso de certificación.
9. Uruguay: 12 edificios certificados y al menos 21 proyectos en proceso de certificación.
10. Islas Vírgenes Británicas: 5 edificios en proceso de certificación.
11. Panamá: 3 edificios con certificación LEED y 13 en proceso de certificación.
12. Bolivia: 2 edificios en proceso de certificación: Edificio Manzana 40 en Santa Cruz de la Sierra y Edificio Green Tower en La Paz.

México es el país de Latinoamérica que cuenta con mayor cantidad de edificios verdes certificados así como con más edificios en proceso de certificación.
Brasil es el segundo país con más edificios verdes de Latino América, esto se debe a que  Brasil tuvo que organizar el mundial de fútbol de 2014 y los juegos olímpicos de Río en 2016. El comité olímpico ordenó que todos los estadios que se fueran a usar en 2016 para los juegos tenían que cumplir con la reglamentación ambiental, esto hizo que se construyeran estadios verdes. Para el mundial de fútbol del 2014, FIFA, no pide que sus estadios cumplan con la reglamentación ambiental. Igualmente 4 de los 12 estadios que se usaron para el mundial de fútbol ya tenían la certificación LEED antes de empezar el evento, los 8 restantes fueron obteniendo su certificación más tarde. Todo esto hizo que Brasil empezara a pensar más en la construcción de edificios verdes y a preocuparse por el medio ambiente tal es el caso que hoy son los líderes en la región en construcciones de este tipo.[cita requerida]
Lila Herrera de Econova Institute respalda que en un fututo cercan "certificados internacionales de sostenibilidad como el Living Building Challenge empezarán a ser implementados, y algunos promotores buscarán hacer edificios de oficinas, hoteles, y otros edificios de uso público, buscando lo máximo en sostenibilidad y, temas nuevos como la arquitectura regenerativa y la biofilia serán cada vez más importantes."

## Controversias
Actualmente, en España, existe un único organismo representante de los temas LEED en España, e interlocutor directo con el USGBC ( organismo creador, verificador y desarrollador de la herramienta LEED en el mundo); este organismo es GBCe: GBC España, que además trabaja en paralelo en colaboración con el USGBC (Green Building Council de Estados Unidos,  y otros GBC del mundo) para ayudar a desarrolllar y a implementar la herramienta adaptándola a las exigencias requerimientos y normativas en cada país. 
Actualmente en España existe otra controversia, ya que existe una empresa, Spain GBC, que se postula como organismo oficial, no siendo así; creando a veces confusión debido al nombre que ostenta. El 26 de mayo de 2013 esta empresa, Spain Green Building Council emitió un comunicado de prensa en apoyo a la fractura hidráulica lo que motivó que  diversas entidades que apoyan la arquitectura ecológica y las ONG ecologistas emitiesen un comunicado de disconformidad.